# Hugo Verriest

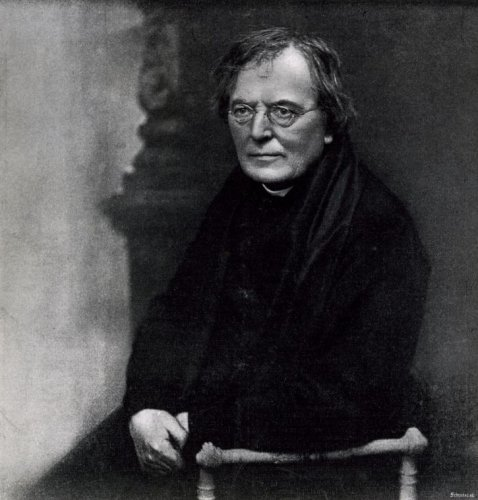
Hugo Verriest

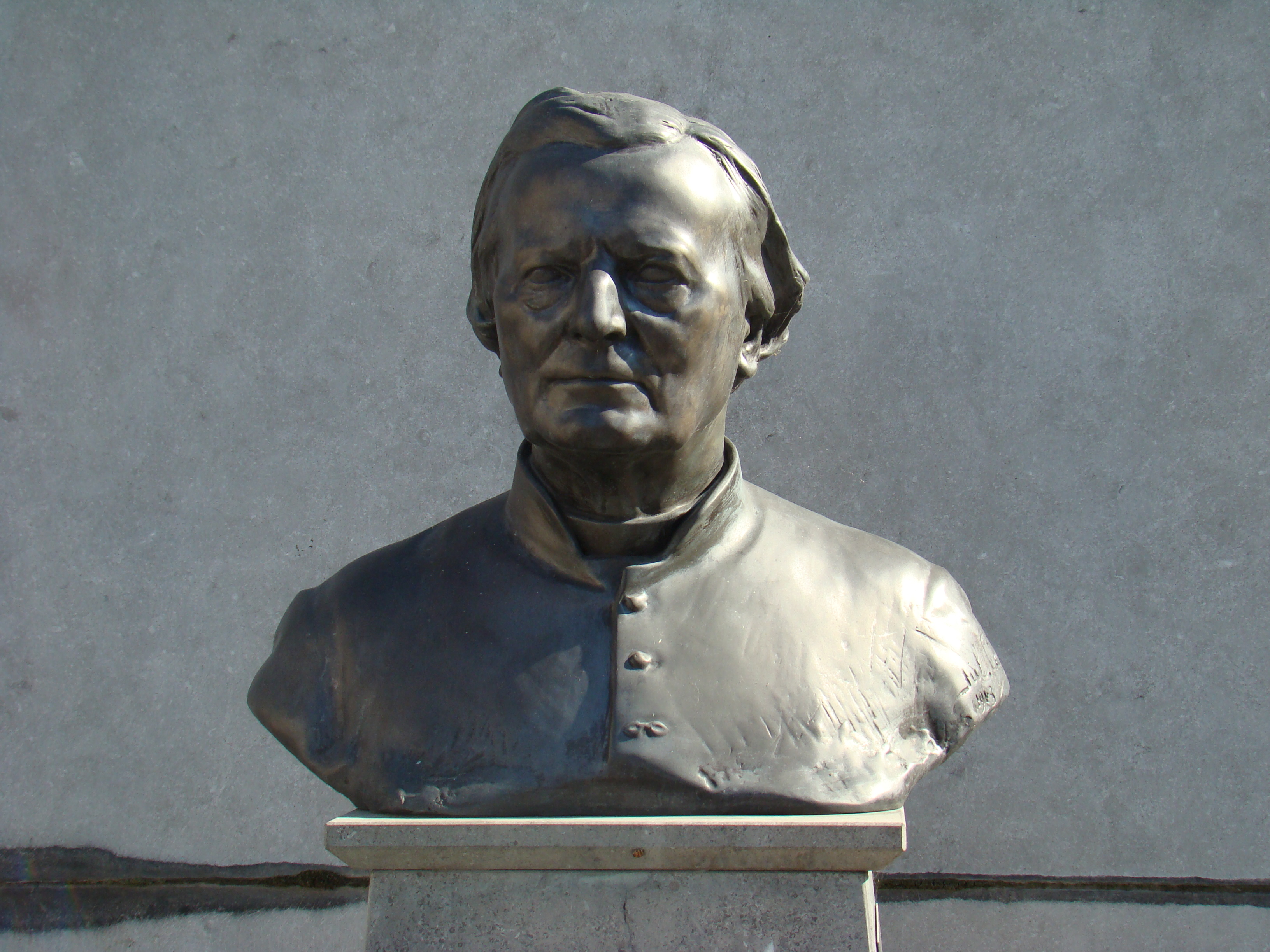
Büste von Hugo Verriest in Roeselare

Hugo Nestor Verriest (* 25. November 1840 in Deerlijk, Westflandern; † 28. Oktober 1922 in Ingooigem, Westflandern) war ein flämischer Priester und Schriftsteller. Er war ein Vertreter der Flämischen Bewegung.

## Werke
- Keurbladzijden (hrsg. 1959)
- Twintig Vlaamsche koppen (1901)
- Op wandel (1903)
- Voordrachten (1904)
- Drij geestelijke voordrachten (1905)
- Regenboog uit andere kleuren (1922)